# Morganton (Carolina del Nord)
Morganton è una località degli Stati Uniti d'America, capoluogo della contea di Burke, nello Stato della Carolina del Nord.